# Pieter Claeissens l'Ancien
Pieter Claeissens l'Ancien ou Pieter Claeissens (I) (1500-1576) est un peintre flamand de scènes d'histoire, de portraits et de scènes allégoriques. Il est le premier artiste d'une famille d’artistes de Bruges.

## Biographie
Pieter Claeissens l'Ancien est né à Bruges. Son père Alard Claeissens est également peintre. Il devient l'élève d'Adriaan Bekaert à la guilde de Saint-Luc de Bruges en 1516, où il est admis comme maître en 1530 et comme doyen en 1572.
Il épouse Marie Meese. De leurs cinq fils, les quatre plus jeunes deviendront des artistes : Gillis (en), Pieter (en) et Antoon (en) deviennent peintres, tandis qu'Ambrosius devient un maître orfèvre.

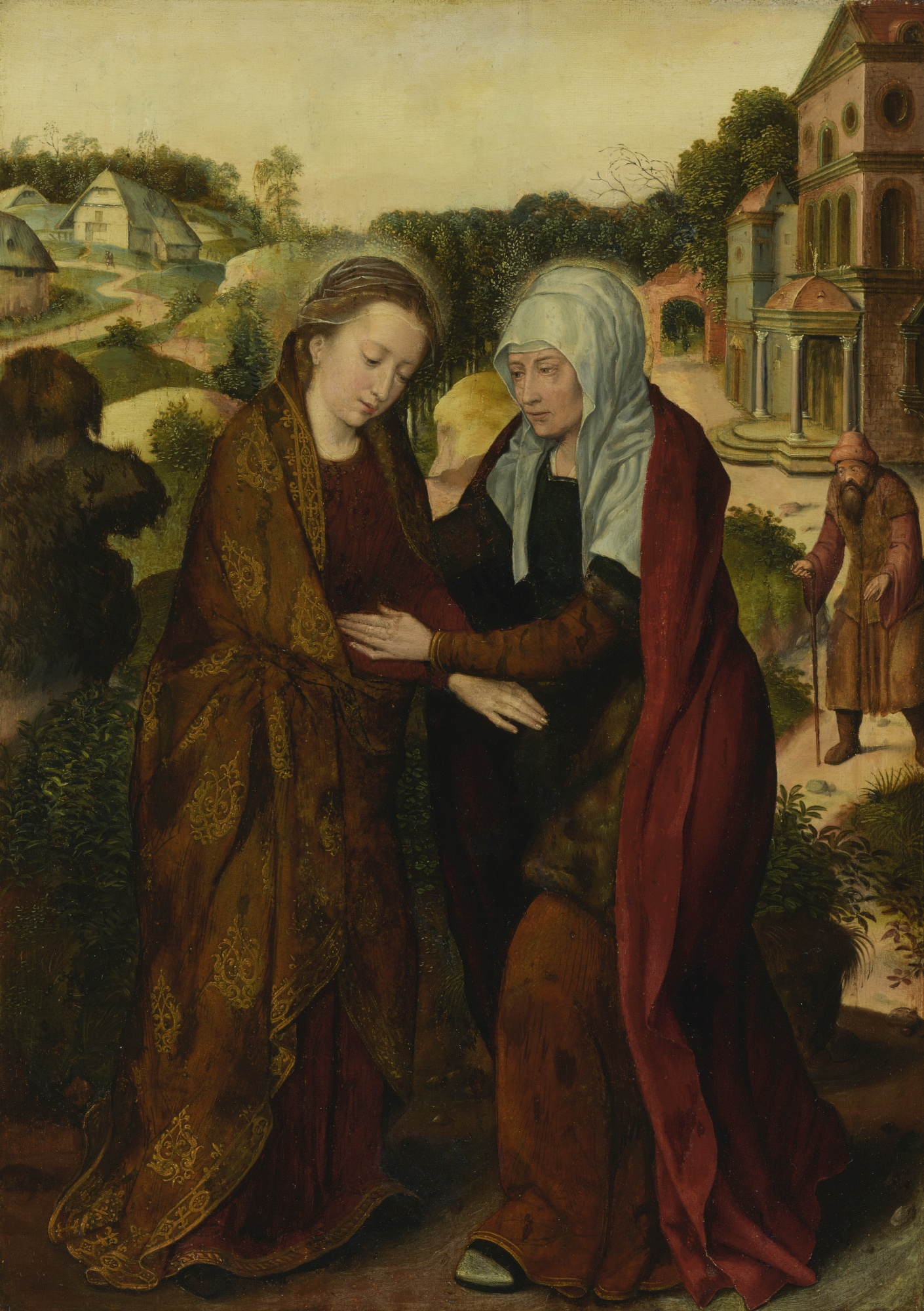
La visitation.

Pieter Claeissens l'Ancien meurt à Bruges en 1576.

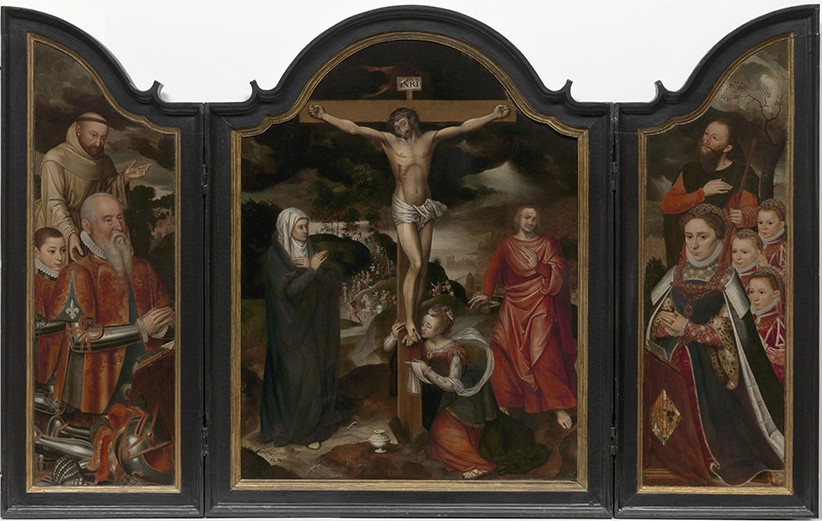
Christ sur la croix avec Marie, Jean et Marie Madeleine.

## Œuvre
L'attribution d’œuvres à l’artiste a toujours été difficile en raison de l'absence de signature. Ce n’est qu’en 2003 qu’il a été prouvé que les œuvres signées « Petrus Nicolai Moraulus » étaient en réalité de la main de Pieter Claeissens l'Ancien. Cinq œuvres portant cette signature avaient déjà été attribuées à un autre peintre en raison de leur style conservateur, celui de Pieter Claeissens étant considéré plus progressif. La recherche par des techniques infrarouges de deux de ses peintures a permis d’étudier le dessin préparatoire typique de l’artiste et de soutenir certaines attributions par rapport aux autres membres de la famille.
Parmi les attributions récentes à Pieter Claeissens l'Ancien figurent un certain nombre d'œuvres précédemment attribuées à Ambrosius Benson. La parenté dans un certain nombre de traits stylistiques entre Claeissens et Benson et la confusion qui en résulte entre leurs œuvres a donné lieu à l’hypothèse que Pieter aurait pu travailler dans l’atelier de Benson de 1520 à 1530, date à laquelle il est devenu un véritable maître.
Son œuvre, comme celle de son contemporain Pieter Pourbus, marque la transition entre les primitifs flamands et l'art flamand qui émerge par la suite.